# Sandra Neilson
Sandra "Sandy" Lynn Neilson (Burbank, Kalifornija, 20. ožujka 1956.) je bivša američka plivačica.
Trostruka je olimpijska pobjednica u plivanju, a 1986. godine primljena je u Kuću slavnih vodenih sportova.